# Troupsburg
Troupsburg es un pueblo ubicado en el condado de Steuben en el estado estadounidense de Nueva York. En el año 2000 tenía una población de 1,126 habitantes y una densidad poblacional de 7 personas por km².

## Geografía
Troupsburg se encuentra ubicado en las coordenadas 42°2′59″N 77°32′46″O / 42.04972, -77.54611.

## Demografía
Según la Oficina del Censo en 2000 los ingresos medios por hogar en la localidad eran de $30,714, y los ingresos medios por familia eran $37,159. Los hombres tenían unos ingresos medios de $25,761 frente a los $21,250 para las mujeres. La renta per cápita para la localidad era de $11,982. Alrededor del 19.7% de la población estaban por debajo del umbral de pobreza.